# Jonathan Maiyo

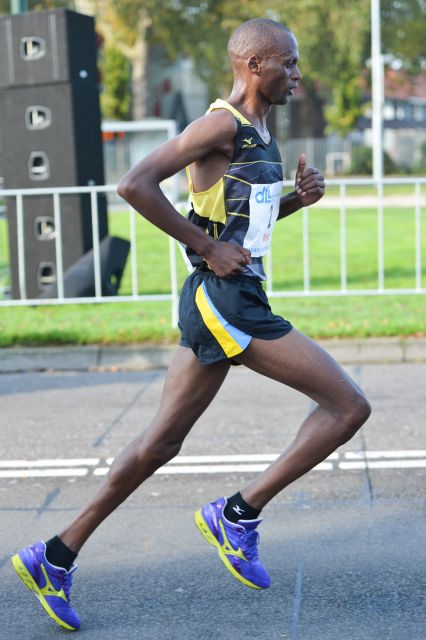
Jonathan Maiyo, 2014

Jonathan Kiplimo Maiyo (* 5. Mai 1988) ist ein kenianischer Langstreckenläufer. Er hat sich auf Straßenläufe spezialisiert, insbesondere auf den Halbmarathon und den Marathonlauf. Er fungierte zunächst als Tempomacher für Haile Gebrselassie und verhalf diesem in Berlin 2008 zu einem Weltrekord.
2012 wurde Maiyo Silbermedaillengewinner bei den Afrikameisterschaften über 5000 Meter in Porto-Novo/Benin. Im selben Jahr lief er in Den Haag eine Halbmarathonzeit von 59:02 min, die ihn auf Platz 16 (Stand: Sept. 2016) der ewigen Weltbestenliste rücken ließ. Mit einer Marathonbestzeit von 2:04:56 h, die er 2012 in Dubai lief, belegt er Rang 30 der ewigen Marathonbestenliste (Stand: Sept. 2016).

## Persönliche Bestzeiten
| Strecke           | Zeit         | Ort        | Datum              |
| ----------------- | ------------ | ---------- | ------------------ |
| 5000 m            | 13:22,89 min | Porto-Novo | 1. Juli 2012       |
| 10 km Straßenlauf | 27:45 min    | Rotterdam  | 13. September 2009 |
| 15 km Straßenlauf | 41:54 min    | Rotterdam  | 13. September 2009 |
| 20 km Straßenlauf | 56:20 min    | Neu-Delhi  | 29. November 2015  |
| Halbmarathon      | 59:02 min    | Den Haag   | 11. März 2012      |
| 25 km Straßenlauf | 1:13:39 h    | Berlin     | 30. September 2012 |
| 30 km Straßenlauf | 1:28:12 h    | Berlin     | 30. September 2012 |
| Marathon          | 2:04:56 h    | Dubai      | 27. Januar 2012    |

## Siege und vordere Plätze
| Strecke      | Event                    | Ort       | Datum              |
| ------------ | ------------------------ | --------- | ------------------ |
| Halbmarathon | Osterlauf                | Paderborn | 7. April 2007      |
| Halbmarathon | Rotterdam Halve Marathon | Rotterdam | 9. September 2007  |
| Halbmarathon | Rotterdam Halve Marathon | Rotterdam | 13. September 2009 |
| Marathon     | Berlin-Marathon          | Berlin    | 30. September 2012 |
| Marathon     | Tokio-Marathon           | Tokio     | 24. Februar 2013   |
| Halbmarathon | Bredase Singelloop       | Breda     | 8. Oktober 2013    |
| Halbmarathon | Zwolse Halve Marathon    | Zwolle    | 14. Juni 2014      |

## Jahresbestzeiten
| Jahr | Strecke           | Zeit         | Ort        | Datum         |
| ---- | ----------------- | ------------ | ---------- | ------------- |
| 2012 | 5000 m            | 13:22,89 min | Porto-Novo | 1. Juli       |
| 2015 | 10 km Straßenlauf | 27:54 min    | Neu-Delhi  | 29. November  |
| 2012 | 10 km Straßenlauf | 27:53 min    | Den Haag   | 11. März      |
| 2010 | 10 km Straßenlauf | 28:20 min    | Neu-Delhi  | 19. September |
| 2009 | 10 km Straßenlauf | 27:45 min    | Rotterdam  | 13. September |
| 2008 | 10 km Straßenlauf | 28:13 min    | Rotterdam  | 14. September |
| 2007 | 10 km Straßenlauf | 28:07 min    | Rotterdam  | 9. September  |
| 2015 | 15 km Straßenlauf | 42:36 min    | Olomouc    | 20. Juni      |
| 2012 | 15 km Straßenlauf | 42:03 min    | Den Haag   | 11. März      |
| 2010 | 15 km Straßenlauf | 42:34 min    | Zaandam    | 19. September |
| 2009 | 15 km Straßenlauf | 41:54 min    | Rotterdam  | 13. September |
| 2008 | 15 km Straßenlauf | 42:41 min    | Rotterdam  | 14. September |
| 2007 | 15 km Straßenlauf | 42:22 min    | Rotterdam  | 9. September  |
| 2015 | 20 km Straßenlauf | 56:20 min    | Neu-Delhi  | 29. November  |
| 2010 | 20 km Straßenlauf | 58:39 min    | Rotterdam  | 11. April     |
| 2007 | 20 km Straßenlauf | 58:08 min    | Paris      | 14. Oktober   |
| 2015 | Halbmarathon      | 59:26 min    | Neu-Delhi  | 29. November  |
| 2014 | Halbmarathon      | 59:28 min    | Neu-Delhi  | 23. November  |
| 2012 | Halbmarathon      | 59:02 min    | Den Haag   | 11. März      |
| 2011 | Halbmarathon      | 62:28 min    | Yangzhou   | 24. April     |
| 2010 | Halbmarathon      | 62:08 min    | Rotterdam  | 11. April     |
| 2009 | Halbmarathon      | 59:08 min    | Rotterdam  | 13. September |
| 2008 | Halbmarathon      | 60:12 min    | Rotterdam  | 14. September |
| 2007 | Halbmarathon      | 60:10 min    | Rotterdam  | 9. September  |
| 2012 | 25 km Straßenlauf | 1:13:39 h    | Berlin     | 30. September |
| 2011 | 25 km Straßenlauf | 1:14:14 h    | Chicago    | 9. Oktober    |
| 2010 | 25 km Straßenlauf | 1:13:51 h    | Rotterdam  | 11. April     |
| 2012 | 30 km Straßenlauf | 1:28:12 h    | Berlin     | 30. September |
| 2010 | 30 km Straßenlauf | 1:28:58 h    | Rotterdam  | 11. April     |
| 2014 | Marathon          | 2:06:47 h    | Eindhoven  | 12. Oktober   |
| 2013 | Marathon          | 2:09:49 h    | Gyeongju   | 13. Oktober   |
| 2012 | Marathon          | 2:04:56 h    | Dubai      | 27. Januar    |
| 2010 | Marathon          | 2:12:45 h    | Rotterdam  | 11. April     |